# カーディリー教団
カーディリー教団（アラビア語: القادرية, ラテン文字転写: al-Qādiriyya）は、イスラームのスーフィー教団のひとつ。名称は教団の創設者とされる12世紀の説教師、アブドゥルカーディル・ジーラーニーの名前に由来する。世界最古のイスラーム神秘主義教団である。

## 歴史
教団の名祖であるアブドゥルカーディル・ジーラーニーは12世紀のバグダードにあったハンバリー法学派のマドラサと、同じくバグダードにあったリバートの代表者であった。マドラサはジーラーニーが師匠のアブー・サイード・ムバーラク・マフズーミー（1119年歿）から引き継いだものである。ジーラーニーの運営したマドラサとリバートは当時よく知られた施設であり、イブン・アスィールの著作にも記録されている。
ジーラーニーは家族とともに学院に住み込んで教え、1166年に亡くなった。ジーラーニーの息子、アブドゥルワッハーブが新たに学院長に就任して学院の運営を続けた（アブドゥルワッハーブの死後はさらにその息子に引き継がれる）。ジーラーニーのもう一人の息子、アブドゥルラッザークは父の伝記を出版した。伝記はジーラーニーを教団の創設者として理想化するものであった。教団は繁栄し、モンゴルによるバグダード攻略（1258年）によっても壊滅しなかった。アッバース朝瓦解後に書かれた書物には名祖アブドゥルカーディル・ジーラーニーの聖者性の強調が再びみられるようになる。ヌールッディーン・シャッタナウフィー著 Bahjat al-asrar fi ba'd manaqib 'Abd al-Qadir（アブドゥルカーディルの神秘的行跡における秘密の喜び）は名祖ジーラーニーをイスラームの中で最も偉大な聖者であると説いた。これらの書物により、バグダードからはるか離れた地にも教団の影響力が及ぶようになった。15世紀末には、西はマグリブやアンダルス、東はインドまで、南北はアナトリア半島やアフリカの角に至るまで、教団の支部が設立された。
中央アジアから中国へは、ホージャ・アーファークが1674年に臨夏に入り、1689年に亡くなるまで同地で説教と信者の獲得に努めた。彼の弟子の祁静一がカーディリー教団のスーフィズムを中国に根付かせたと言われている。
インド亜大陸へのカーディリー教団の拡大には、17世紀のパンジャーブ語詩人、スルターン・バーフーの活動による寄与に大きいものがあった。彼はスーフィーの清貧の理想を、全部で140作を超える数のパンジャーブ語詩で表現した。
マグリブと西アフリカでは、クンタ氏族の者たちがカーディリー教団の拡大に関わった。16世紀、クンタ氏族のシーディー・アフマド・バッカーイーがワラータ（現在のモーリタニア南部）にカーディリー教団の修行道場（ザーウィヤ）を設立した。18世紀にはクンタ氏族の者たちがニジェール川中流域へも移住した。シーディー・ムフタール（1728–1811）が分裂状態にあったクンタ氏族を統一すると、西アフリカのイスラームは彼のリーダーシップにより、マーリキー派の法学とカーディリー教団のスーフィズムの組み合わせで再興した。
ナイジェリアのゴビル出身のウスマン・ダン・フォディオ（1754-1817）はイスラームの古典的な教養に通じた宗教者であるが、カーディリー教団の教えの大衆化に寄与した。1789年に奇跡を起こす力を得たという自覚を得たウスマンは、人々に特別な祈祷（アウラード）のやり方を教え始めた。ウスマンはさらにその後、夢の中でアブドゥルカーディル・ジーラーニーと出会い、イニシエーションを受けて、預言者ムハンマドにも繋がる精神的な繋がりの連鎖（スィルスィラ）に加わることを許されたと考えるようになった。

## 註釈
1. ↑  「リバート ribāṭ 」という語は、のちの時代にはザーウィヤとほぼ同じような施設を指す言葉となるが、12世紀当時のリバートは、共同で生活する場所を指した[2]。これに対してザーウィヤはスーフィーたちが各々孤立して修行する場所であった[2]。